# Eccellenza Trentino-Alto Adige 2008-2009
Il campionato di Eccellenza Trentino-Alto Adige 2008-2009 è stato il diciottesimo organizzato in Italia. Rappresenta il sesto livello del calcio italiano.
Questi sono i gironi organizzati dal comitato regionale della regione Trentino-Alto Adige, ove il campionato è anche noto con il nome tedesco di Oberliga (letteralmente "lega superiore").

## Squadre partecipanti
| Squadra                         | Città (provincia)               |
| ------------------------------- | ------------------------------- |
| S.S.V. Ahrntal                  | S.Giovanni in Valle Aurina (BZ) |
| U.S.D. Alense Vivaldi           | Ala (TN)                        |
| U.S.D. Arco 1895                | Arco (TN)                       |
| U.S. Benacense 2005 Riva        | Riva del Garda (TN)             |
| S.S.V. Brixen                   | Bressanone (BZ)                 |
| S.S.V. Eppan                    | Appiano (BZ)                    |
| A.S.D. Fersina Perginese        | Pergine Valsugana (TN)          |
| F.C. Meran                      | Merano (BZ)                     |
| A.S.D. Mori Santo Stefano       | Mori (TN)                       |
| A.F.C. Obermais                 | Merano (BZ)                     |
| A.S.D. Porfido Albiano          | Albiano (TN)                    |
| U.S. Rovereto                   | Rovereto (TN)                   |
| S.C.D. Sport Club Sankt Georgen | San Giorgio di Brunico (BZ)     |
| F.C.D. Sankt Pauls              | San Paolo di Appiano (BZ)       |
| A.S.V. Stegen Harpf             | Stegona (Brunico) (BZ)          |
| U.S. Vallagarina                | Villa Lagarina (TN)             |

## Classifica finale
|  | Pos. | Squadra         | Pt | G  | V  | N  | P  | GF | GS | DR  |
|  | ---- | --------------- | -- | -- | -- | -- | -- | -- | -- | --- |
|  | 1.   | Porfido Albiano | 73 | 30 | 22 | 7  | 1  | 56 | 14 | +42 |
|  | 2.   | Obermais        | 53 | 30 | 15 | 8  | 7  | 62 | 39 | +23 |
|  | 3.   | St. Georgen     | 53 | 30 | 14 | 11 | 5  | 51 | 30 | +21 |
|  | 4.   | Rovereto        | 52 | 30 | 14 | 10 | 6  | 36 | 23 | +13 |
|  | 5.   | Fersina         | 49 | 30 | 14 | 7  | 9  | 60 | 43 | +17 |
|  | 6.   | Mori S.Stefano  | 45 | 30 | 13 | 6  | 11 | 47 | 40 | +7  |
|  | 7.   | Vallagarina     | 42 | 30 | 11 | 9  | 10 | 39 | 36 | +3  |
|  | 8.   | Eppan           | 42 | 30 | 11 | 9  | 10 | 38 | 37 | +1  |
|  | 9.   | Ahrntal         | 40 | 30 | 9  | 13 | 8  | 41 | 42 | -1  |
|  | 10.  | Brixen          | 39 | 30 | 10 | 9  | 11 | 43 | 31 | +12 |
|  | 11.  | St. Pauls       | 37 | 30 | 9  | 10 | 11 | 42 | 49 | -7  |
|  | 12.  | Alense          | 35 | 30 | 9  | 8  | 13 | 26 | 46 | -20 |
|  | 13.  | Meran           | 33 | 30 | 8  | 9  | 13 | 32 | 49 | -17 |
|  | 14.  | Arco            | 25 | 30 | 6  | 7  | 17 | 25 | 49 | -24 |
|  | 15.  | Stegen          | 17 | 30 | 3  | 8  | 19 | 20 | 53 | -33 |
|  | 16.  | Benacense 1905  | 15 | 30 | 2  | 9  | 19 | 25 | 62 | -37 |

## Spareggi

### Spareggio play-off
| Squadra 1 | Risultato       | Squadra 2     |
| --------- | --------------- | ------------- |
| Obermais  | 0 - 0 (4-2 dcr) | Sankt Georgen |

| Bolzano 20 maggio 2009                       | Obermais             | 0 – 0 (d.t.s.) | Sankt Georgen |  |
| \| \| \| \| \| \| Tiri di rigore 4 – 2 \| \| |                      |                |               |  |
|                                              |                      |                |               |  |
|                                              | Tiri di rigore 4 – 2 |                |               |  |

## Verdetti finali
- Porfido Albiano promosso in Serie D 2009-2010.
- Arco, Stegen e Benacense 2005 Riva retrocedono in Promozione 2009-2010.